# Aleksander Kułakowski
Aleksander Kułakowski vel Piotr Stefaniak, vel Aleksander Szostakiewicz (ur. 24 lutego?/8 marca 1916 w Połykowiczach koło Mohylewa, zm. 13 grudnia 1944 w Lublinie) – kapitan artylerii Wojska Polskiego, Polskich Sił Zbrojnych i Armii Krajowej podporucznik ludowego Wojska Polskiego, cichociemny. Kawaler Orderu Virtuti Militari.

## Życiorys
Ukończył Gimnazjum Państwowe im. Henryka Sienkiewicza w Starym Koniecpolu, zdając maturę w 1934. Przez rok pracował jako korektor w Gazecie Tygodniowej (piśmie diecezji kieleckiej). Następnie uczył się w Szkole Podchorążych Rezerwy Artylerii we Włodzimierzu Wołyńskim od 25 września 1935 i kontynuował naukę w Szkole Podchorążych Artylerii w Toruniu (od 14 września 1936 do 1938). Od 1938 służył w 15 Wielkopolskim pułku artylerii lekkiej.
We wrześniu 1939 służył w Ośrodku Zapasowym 15 Wielkopolskiego pułku artylerii lekkiej w Skierniewicach. Po 17 września przeszedł ze swoim oddziałem z Dubienki nad Bugiem do Hrubieszowa, a potem do Zamościa. 22 września uczestniczył w ciężkich walkach z Niemcami wraz z 1 baterią 41 Rezerwowej Dywizji Piechoty koło Rachania. 24 września dostał się do niewoli radzieckiej, z której dwukrotnie uciekał. Przedarł się do Krasnegostawu. 30 stycznia 1940 przekroczył granicę polsko-węgierską. Był internowany na Węgrzech. W maju 1940 znalazł się we Francji, gdzie został skierowany do Rezerwowego Obozu Wyszkolenia Oficerów w Camp de Carpiagne. W czerwcu 1940 przedostał się do Wielkiej Brytanii, gdzie został przydzielony do 5 Brygady Kadrowej Strzelców, a następnie do 1 Samodzielnej Brygady Spadochronowej.
Po przeszkoleniu w dywersji został zaprzysiężony 28 listopada 1941 w Oddziale VI Sztabu Naczelnego Wodza. Zrzutu dokonano w nocy z 30 na 31 marca 1942 w okolicach Postolisk w ramach operacji „Legging” dowodzonej przez por. naw. Mariusza Wodzickiego. Dostał przydział na Odcinek I Wachlarza jako dowódca patrolu dywersyjnego. Miał siedzibę w Winnicy, ale operował na linii Lwów–Tarnopol–Płoskirów–Żmerynka–Winnica. Po likwidacji Wachlarza, od marca 1943 walczył w Oddziale Dyspozycyjnym (kryptonim „Jesiotr”) Kedywu Okręgu Lwów AK, a w grudniu 1943 roku został przeniesiony do Kedywu Okręgu Tarnopol AK.
Po zajęciu Tarnopola przez Armię Czerwoną w kwietniu 1944 wstąpił do Ludowego Wojska Polskiego. Z LWP przeszedł szlak bojowy Sumy–Klewań–Puławy–Warka–Praga jako dowódca 11 plutonu artylerii 3 Brygady Artylerii Haubic, ponownie w stopniu podporucznika.
Został ostrzeżony o planowanych aresztowaniach w pułku, 20 października 1944 zdezerterował i zbiegł do Lublina. 28 października 1944 został aresztowany przez NKWD. Po okrutnym śledztwie Wojskowy Sąd Garnizonowy w Lublinie skazał go 29 listopada 1944 na karę śmierci. Generał Karol Świerczewski (w zastępstwie Naczelnego Dowódcy LWP) zatwierdził wyrok 6 grudnia 1944. Aleksander Kułakowski został stracony 13 grudnia 1944 na Zamku Lubelskim.

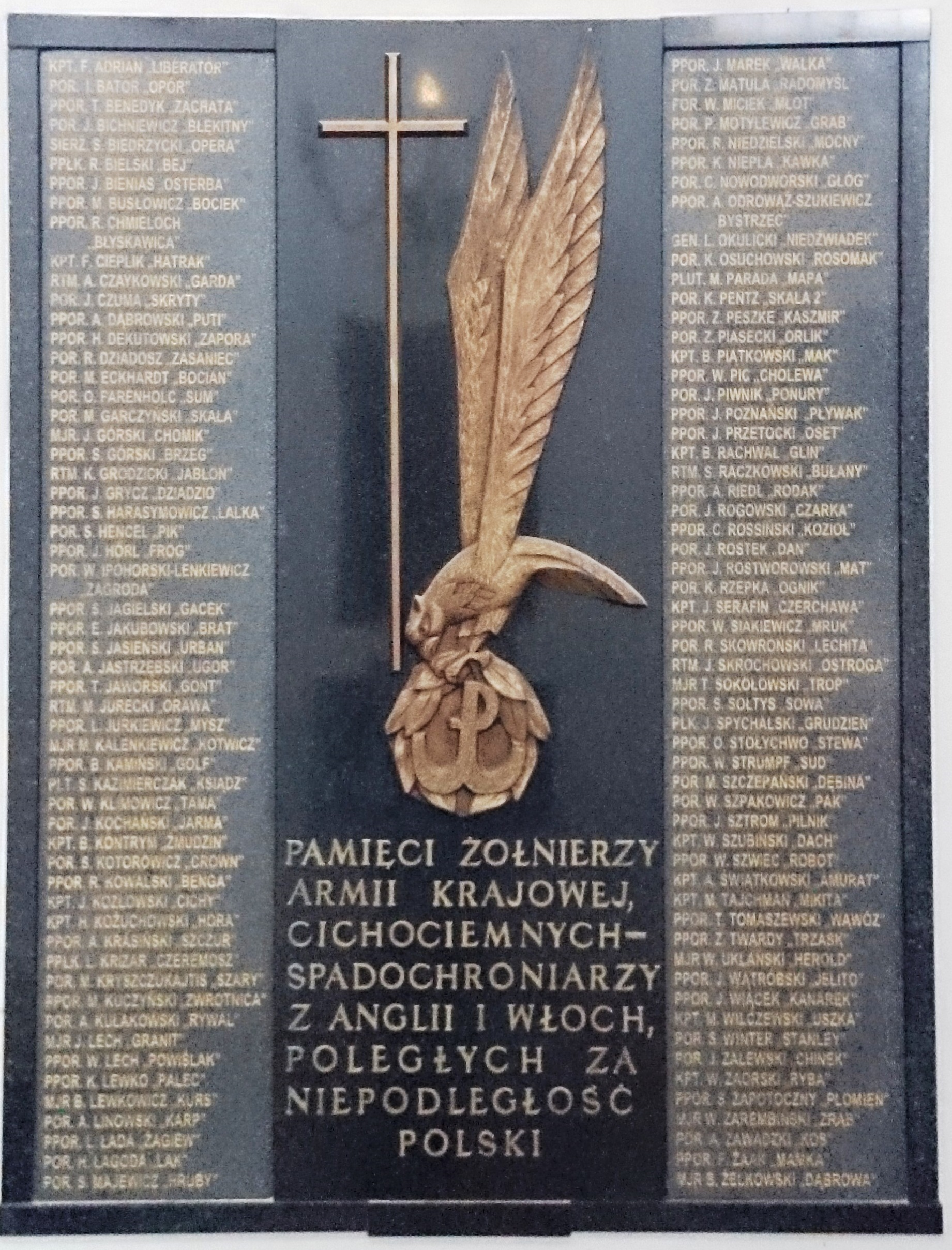
Tablica w kościele św. Jacka w Warszawie, upamiętniająca poległych cichociemnych, w tym Aleksandra Kułakowskiego

## Awanse
- podporucznik – 15 października 1938
- porucznik (w ODNW) – 28 listopada 1941 i powtórnie (sic, w AK) 11 listopada 1943
- kapitan (w AK) – początek 1944
- podporucznik (w LWP) – kwiecień 1944

## Odznaczenia
- Krzyż Srebrny Orderu Virtuti Militari.

## Życie rodzinne
Był synem Stefana, nauczyciela i kierownika szkoły, i Teodory z Jurgiełłów. Ożenił się z Ireną.

## Upamiętnienie
- W lewej nawie kościoła św. Jacka przy ul. Freta w Warszawie odsłonięto w 1980 roku tablicę Pamięci żołnierzy Armii Krajowej, cichociemnych – spadochroniarzy z Anglii i Włoch, poległych za niepodległość Polski. Wśród wymienionych 110 poległych cichociemnych jest Aleksander Kułakowski.
- 2 czerwca 2007 roku na placu przed kościołem w Postoliskach odsłonięto i poświęcono tablicę oraz obelisk upamiętniające skok cichociemnych w okolicy Postolisk. Na tablicy widnieje napis: „W tym rejonie nocą 30/31 marca 1942 r. nastąpił poza rejonem oczekującej placówki odbiorczej „Błoto” zrzut broni oraz cichociemnych z ekipy „GOTURA” w składzie: płk Józef Spychalski „GRUDZIEŃ”, por. Stanisław Gilowski „GOTUR”, por. Wiesław Ipohorski Lenkiewicz „ZAGRODA”, por. Aleksander Kułakowski „RYWAL”, por. Janusz Zalewski „CHINEK”, st. uł. Stanisław Zaborowski „GRZEGORZ”. Zrzut w operacji „BEŁT” wykonała polska załoga HALIFAX L-9 „W” ze 138 dywizjonu RAF w składzie: pil. Jan Pieniążek, Mariusz Wodzicki, Stanisław Kłosowski, Ignacy Bator, Rudolf Mol, Tadeusz Madejski, Czesław Kozłowski, Zdzisław Nowiński. Chwała i Cześć Bohaterom Operacji. Postoliska 31.03.2007 r.”[1].